# Invar
Invarul este un aliaj de fier (~64%) și nichel (~36%), cu unele adaosuri de carbon și crom. Notația sa în conformitate cu standardele internaționale este FeNi36. El a fost inventat în anul 1896 de către fizicianul elvețian Charles Edouard Guillaume, care a și primit premiul Nobel pentru fizică în 1920 pentru cercetările sale asupra aliajelor fier-nichel..

Variația coeficientului de dilatare termică în funcție de conținutul de nichel în sistemul de aliaje fier-nichel

Datorită coeficientului de dilatare termică foarte redus (cca.1,2x10−6 K−1 ), el este utilizat pentru realizarea de instrumente de precizie pentru ceasornicărie, topografie, aparate și etaloane de măsură etc.